# Zebraplatys
Zebraplatys is een geslacht van spinnen uit de familie springspinnen (Salticidae).

## Soorten
De volgende soorten zijn bij het geslacht ingedeeld:
- Zebraplatys bulbus Peng, Tso & Li, 2002
- Zebraplatys fractivittata (Simon, 1909)
- Zebraplatys harveyi Żabka, 1992
- Zebraplatys keyserlingi Żabka, 1992
- Zebraplatys quinquecingulata (Simon, 1909)